# 247 Eukrate
Eukrate (asteroide 247) é um asteroide da cintura principal com um diâmetro de 134,43 quilómetros, a 2,07065161 UA. Possui uma excentricidade de 0,2444209 e um período orbital de 1 657,04 dias (4,54 anos).
Eukrate tem uma velocidade orbital média de 17,99198992 km/s e uma inclinação de 24,99079756º.
Este asteroide foi descoberto em 14 de Março de 1885 por Robert Luther.